# SERIOUS-AGE
「SERIOUS-AGE」（シリアス エイジ）は、飛蘭の4作目のシングル。2010年5月26日にLantisより発売された。

## 概要
- 劇場版アニメ『ブレイク ブレイド』のエンディングテーマが収録されている。
- 飛蘭にとっては、初のアニメ映画主題歌である。

## 収録曲
1. SERIOUS-AGE  [5:11] 
作詞：畑亜貴、作曲・編曲：藤間仁（Elements Garden）
  - 劇場版アニメ『ブレイク ブレイド』エンディングテーマ
2. spring〜君とのメロディ〜 [4:31] 
作詞：飛蘭、作曲・編曲：中山真斗（Elements Garden）
3. SERIOUS-AGE（off vocal）
4. spring〜君とのメロディ〜（off vocal）